# Ковтун, Елена Валерьевна
Елена Валерьевна Ковтун (род. 20 ноября 1966) — советская и украинская спортсменка, игрок в настольный теннис, чемпионка Европы. Заслуженный мастер спорта СССР (1988).

## Биография
Родилась в 1966 году в Брянске. В 1984 году на первенстве Европы среди юниоров завоевала золотые медали в одиночном и парном разрядах.
На чемпионате Европы 1986 года стала обладательницей золотой медали в парном разряде и серебряной медали в составе команды. В 1988 году стала на чемпионате Европы обладательницей золотой медали в составе команды и серебряной медали в составе команды, но на Олимпийских играх в Сеуле смогла занять лишь 6-е место в парном разряде и 17-е — в одиночном.
После распада СССР стала гражданкой Украины. Регулярно участвовала в чемпионатах мира, но нигде не смогла добиться наград. В 2000 году приняла участие в Олимпийских играх в Сиднее, но наград также не завоевала.